# Erlenkätzchen-Becherling
Der Erlenkätzchen-Becherling (Ciboria amentacea) ist eine Pilzart aus der Familie der Sklerotienbecherlingsverwandten.

## Merkmale

### Makroskopische Merkmale
Erlenkätzchen-Becherlinge leben auf abgestorbenen, am Boden liegenden Blütenständen der Erle (Erlenkätzchen). Die gestielten Fruchtkörper werden 0,3–1 cm groß. Ihre Form ist anfangs tief schüsselartig, kann aber im Alter auch scheibenförmig ausgebreitet sein. Die Ränder sind fein flockig bis gezähnelt. Die Farbe ist beige bis blass-bräunlich. Ihre Stiele sind kurz, wenn die Kätzchen auf der Erde liegen, können aber bis zu 4 cm lang werden, da die Kätzchen oft vergraben sind. Sie sind oft gebogen, elastisch und gegen die Basis verjüngend. Die Farbe ist blasser als die der Apothecien.

### Mikroskopische Merkmale

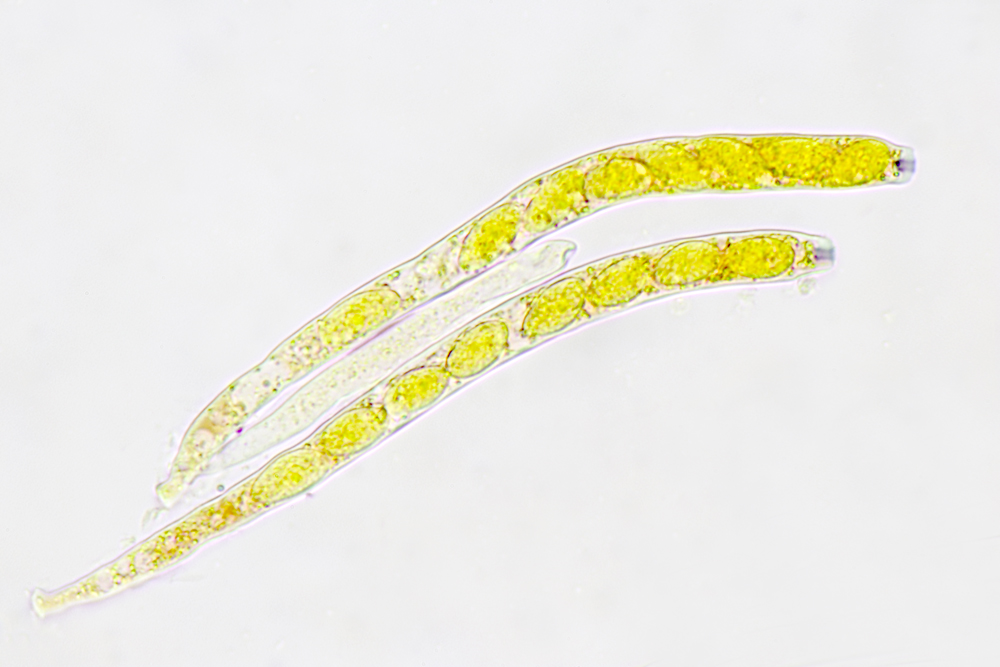
Schläuche von Ciboria amentacea auf Hasel, Porusreaktion mit Iod

Die Sporen sind farblos, glatt, elliptisch-eiförmig und wirken manchmal fast rautenförmig. Sie werden 8–10,5 µm lang und 5–6,5 μm breit. Die Schläuche sind zylindrisch-keulig und messen 100–120 µm in der Länge und 7–9 μm in der Breite. Die fädigen Paraphysen haben eine 4–6,5 μm breite, keulenförmig erweiterte Spitze.

## Artabgrenzung
Auf Erlenzäpfchen kommt der Erlenzäpfchen-Becherling (Ciboria viridifusca) vor.

## Ökologie
Die Art wächst auf abgestorbenen und herabgefallenen Erlenkätzchen aus dem Vorjahr. Allerdings sind die alten Blütenstände oft vergraben, teils stark zersetzt und durch den Pilz geschwärzt. In Erlenbrüchen kommt der Pilz recht häufig vor und erscheint etwa von Februar bis Mai. Häufig kommt er auch auf Haselnuss-Kätzchen vor. Auch auf Kätzchen diverser Weiden (Sal-Weide, Asch-Weide) wurde der Erlenkätzchen-Becherling gefunden.